# Jewreiskaja starina
Jewreiskaja starina (russisch Еврейская Старина, wiss. Transliteration Evrejskaja starina; „Jüdische Altertümer“) war eine russische wissenschaftlich-historische Zeitschrift der Jüdischen Historisch-Ethnographischen Gesellschaft in St. Petersburg. Die den wissenschaftlichen Kommunikationsort und das Sprachrohr der Gesellschaft bildende Vierteljahreszeitschrift wurde von 1909 bis 1930 in St. Petersburg veröffentlicht. Ihre Chefredakteure waren zu verschiedenen Zeiten S. Dubnow (1909–1922), L. Sternberg (1924, 1928) und I. Zinberg (1930).
Die Zeitschrift hatte zum Ziel, wissenschaftliche Forschungen und Materialien zur Geschichte und Ethnographie des polnisch-russischen Judentums zu bündeln.
Im Jahr 1930 wurde der letzte Band der Zeitschrift veröffentlicht, und aufgrund der Schließung der Jüdischen Historisch-Ethnographischen Gesellschaft wurde die Ausgabe der Zeitschrift eingestellt.